# Catherine Lebossé
Catherine Lebossé, née en 1964, est une joueuse de squash représentant la France. Elle est  championne de France en 1984 et 1987.

## Biographie
Catherine Lebossé joue dans les années 1980 et 1990 lors de la tournée mondiale de la WSA. Avec l'équipe nationale française, elle participe aux championnats du monde par équipes en 1987, 1989, 1990, 1992 et 1994, et elle fait partie à plusieurs reprises de l'équipe de France lors des championnats d'Europe par équipes.
Entre 1987 et 1990, Catherine Lebossé est trois fois dans le tableau principal du championnat du monde individuel. En 1987, elle atteint le deuxième tour, où elle s'incline en quatre jeux face à Marjorie Burke. Deux ans plus tard en 1989, elle échoue au premier tour face à Liz Irving. En 1990, elle s'arrête au premier tour. Elle est championne de France en 1984 et 1987.

## Palmarès

### Titres
- Championnats de France : 2 titres (1984, 1987)